# Helen Bonny
Helen Lindquist Bonny (geboren 31. März 1921; gestorben 25. Mai 2010) war eine US-amerikanische Musiktherapeutin. Sie gilt als die Begründerin der rezeptiven Musiktherapiemethode Guided Imagery and Music (GIM) (dt. Geführte Imagination und Musik).

## Leben und Wirken
Bonnys Mutter war konzertierende Pianistin, der Vater ein aus Schweden eingewanderter Missionar. Der von Helen Bonny selten verwendete zweite Vorname Lindquist (dt. Lindenzweig) sollte an die schwedische Herkunft erinnern. Die Musik spielte in ihrer Erinnerung an ihre Kindheit in Kansas eine zentrale Rolle: Konzerte, der Kontakt zu klassischen Musikern der Zeit, das Üben der Mutter und die viel gespielte Hausmusik in der Familie hinterließen prägende Einflüsse. Bonny selbst lernte ab dem Alter von 5 Jahren Klavier, wechselte später auf eigenen Wunsch zur Geige. Nach dem Abschluss der Schule studierte sie Geige und Gesang am Oberlin Conservatory of Music in Oberlin. Bonny beschreibt die Bedeutung der Musik für sich selbst als eine Möglichkeit des Ausdrucks von Gefühlen, weshalb sie sich später bewusst gegen eine Karriere als Musikerin entschieden habe, weil sie darin das Soziale vermisst habe. An anderer Stelle werden Heirat und Mutterschaft als Grund für einen zunächst nicht beruflich bestimmten Weg genannt.
Die spätere Entwicklung ihrer musiktherapeutischen Methodik gründete nach ihren eigenen Aussagen in einem musikalisch-religiösen Offenbarungserlebnis im Jahr 1948, in dessen Folge sie sich einer Gebetsgruppe im Umfeld des protestantischen Missionar Frank Laubach anschloss, die Spiritualität durch Musik, Kunst und Bewegung zum Ausdruck zu bringen suchte. Sie begab sich auch selbst in psychotherapeutische Behandlung, weil sie u. a. unter der Erfahrung litt, dass sie und ein Bruder als Kinder beide an einer Lungenentzündung erkrankt waren, an der der Bruder verstarb. Dabei lernte sie auch Entspannungsverfahren und die psychotherapeutische Arbeit mit Imaginationen kennen.
Im Alter von 40 Jahren nahm sie ein Musiktherapiestudium an der University of Kansas bei E. Thayer Gaston auf. Dort lernte sie den Arzt Kenneth Godfrey kennen, der die Anwendung von LSD in der Psychotherapie erforschte. Nachdem sie von 1966 bis 1968 als Koordinatorin der National Association for Music Therapy tätig gewesen war, begann sie im Maryland Psychiatric Research Center als Musiktherapeutin zu arbeiten. Die Klinik behandelte Patienten mit Neurosen, Suchterkrankungen und onkologischen Erkrankungen im Endstadium mit experimentellen psychotherapeutischen Methoden unter Anwendung von LSD. Dort entwickelte Bonny die ersten Musikprogramme mit klassischer Musik, mit denen die Imagination der Patienten unterstützt wurde. Nachdem 1966 psychedelische Drogen in den USA verboten wurden, und aufgrund der teilweise nicht beherrschbaren negativen Wirkungen bei ihrer Anwendung zu psychotherapeutischen Zwecken, wurden 1971 auch die wissenschaftlichen Experimente mit LSD eingestellt.
Bonny ging daher dazu über die drogeninduzierte Veränderung des Bewusstseinszustandes durch Entspannungstechniken zu ersetzen und Musik als alleinigen Stimulus zu verwenden und die Patienten beim Hören der Musik verbal zu begleiten. Auf diese Weise entwickelten sie nach und nach eine Methodik, die unter dem Begriff Guided Imagery and Music (GIM) auch außerhalb der USA Verbreitung fand. Im Rahmen ihres PhD-Studiums an der Union Graduate School in Yellow Springs, Ohio erforschte sie erste GIM-Musikprogramme, die sie im Laufe ihrer Tätigkeit weiter ausbaute. Sie bestehen aus einer Musikzusammenenstellung, die je nach Zielrichtung mit entspannender oder aktivierender Musik beginnt und dann durch ausgewählte Musik bestimmte Themen evozieren soll. Die theoretische Fundierung für ihre Therapierichtung fand Bonny in der humanistischen und transpersonalen Psychologie nach Abraham Maslow und der klientenzentrierten Psychotherapie nach Carl Rogers.
Mit der Gründung des bis heute bestehenden Ausbildungsinstituts Institute for Music and Consciousness etablierte sie ihre Methodik und sorgte für ihre Weitergabe und Verbreitung.

### Privates
Sie war mit dem Pastor Oscar Bonny verheiratet, mit dem sie drei Kinder hatte. Sie ist die Mutter von Miles Bonny.

## Veröffentlichungen (Auswahl)
- Music & Consciousness. The Evolution of Guided Imagery and Music. Edited by Lisa Summer. Barcelona Publishers, Gilsum NH 2002, ISBN 1-891278-10-X.
- mit Louis M. Savary: Music and Your Mind. Listening with a New Consciousness. Station Hill Press, Barrytown NY 1990, ISBN 0-88268-094-3 (mehrere Auflagen).